# 665

سنة 665 كانت سنة بسيطة تبدأ يوم الأربعاء (سوف يظهر الرابط التقويم الكامل للعام) حسب التقويم اليولياني، تم استخدام الفئة 665 لهذا العام منذ أوائل العصور الوسطى، عندما أصبح عصر التقويم بعد الميلاد هو الأسلوب السائد في أوروبا لتسمية السنوات.

## أحداث
- تأسيس مدينة القيروان في تونس (الحالية) على يد عقبة بن نافع.

## وفيات
- أبو موسى الأشعري.
- عاصم بن خليفة الضبي